# چرب‌گوشت
چرب‌گوشت (نام علمی: Lepidocybium flavobrunneum) نام یک گونه از تیره چرب‌گوشتان است.